# Antirrhinum
Genre
Classification APG III (2009)
Antirrhinum (les mufliers), est un genre de plantes à fleurs de la famille des Scrophulariaceae, classé depuis 2009 parmi les Plantaginaceae.
C'est le genre du Muflier à grandes fleurs ou Gueule-de-loup (Antirrhinum majus).

## Description
Ce genre de plantes herbacées, annuelles ou vivaces et de semi-arbustes, présente une fleur de type 5, zygomorphe, à pétales soudés. Cette fleur possède plusieurs lèvres et un ovaire à 2 loges.

## Principales espèces
- Antirrhinum latifolium - Muflier à larges feuilles - Présent en France
- Antirrhinum majus, - Muflier à grandes fleurs - Présent en France
- Antirrhinum sempervirens Lapeyr., 1801 - Muflier sempervirent, Muflier toujours vert - Présent en France
- Antirrhinum siculum - Muflier de Sicile - Présent en France
- Antirrhinum australe Rothm.
- Antirrhinum braun-blanquetii Rothm.
- Antirrhinum charidemi Lange
- Antirrhinum cirrhigerum (Welw. ex Ficalho) Rothm.
- Antirrhinum controversum Pau
- Antirrhinum graniticum Rothm.
- Antirrhinum grosii Font Quer
- Antirrhinum hispanicum Chav.
- Antirrhinum linkianum Boiss. & Reut.
- Antirrhinum litigiosum Pau
- Antirrhinum lopesianum Rothm.
- Antirrhinum meonanthum Hoffmanns. & Link
- Antirrhinum microphyllum Rothm.
- Antirrhinum molle L.
- Antirrhinum mollissimum (Pau) Rothm.
- Antirrhinum onubense (Fern. Casas) Fern.
- Antirrhinum pertegasii Pau ex Rothm.
- Antirrhinum pulverulentum Lázaro Ibiza
- Antirrhinum subbaeticum Güemes, Mateu & Sánchez Gómez
- Antirrhinum tortuosum Bosc ex Vent.
- Antirrhinum valentinum Font Quer

## Génétique
Le Muflier est une plante modèle en génétique végétale. Les différentes variétés horticoles permettent de disposer de mutants en grand nombre[réf. nécessaire].

## Utilisation
Les nombreux cultivars du grand muflier sont utilisés dans les massifs et pour la fleur coupée. Les petites espèces comme A. braun-blanchetii, A. molle et A. hispanicum se plaisent dans les endroits chauds et ensoleillés